# Li Deliang
Li Deliang (n. 6 septembrie 1972, Guangzhou, Republica Populară Chineză) este un săritor în apă ce a reprezentat Republica Populară Chineză, medaliat olimpic. A participat la o ediție a Jocurilor Olimpice (1988) în care a câștigat o medalie de bronz.